# (38083) Rhadamanthus
(38083) Rhadamanthus ist ein Planetoid des Kuipergürtels.
Rhadamanthus wurde am 17. April 1999 im Rahmen des Deep Ecliptic Survey Projekts am Kitt Peak Observatorium entdeckt.
Der Planetoid bewegt sich auf einer elliptischen Bahn mit einer großen Halbachse von 39,135 astronomischen Einheiten in etwa 242 Jahren um die Sonne. Die Exzentrizität der um 12,74° gegen die Ekliptik geneigten Bahn beträgt 0,155.
Benannt wurde der Asteroid nach Rhadamanthys, einer Figur aus der griechischen Mythologie.
- Siehe auch: Liste der Asteroiden